# 诺伊夫纳赫河
48°17′27″N 10°39′05″E / 48.290753063156885°N 10.651325583457947°E

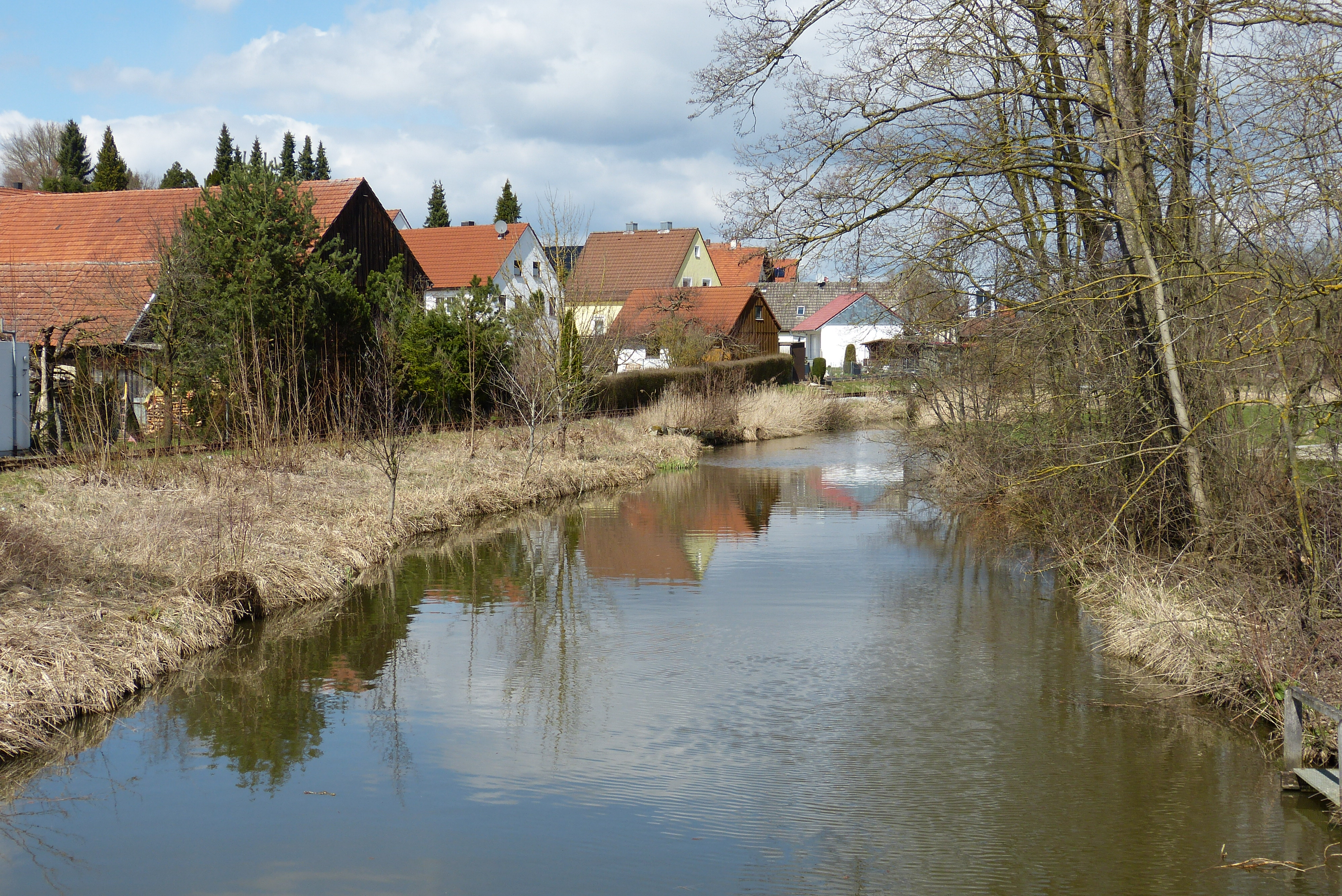

诺伊夫纳赫河（德語：Neufnach）是德國巴伐利亞州的河流，位於該國東南部，屬於施穆特河的支流，河道全長25公里，發源自圖森豪森，河口處在菲沙赫。